# Par 4 chemins
 (mars 2025).
Pour les articles homonymes, voir Chemin (homonymie).

Par 4 chemins, animée par Jacques Languirand, est une émission de radio engagée qui traite de divers sujets allant de la spiritualité à l'écologie en passant par le sociétaire. Diffusée par Radio-Canada depuis le 13 septembre 1971, elle a une longévité qui dépasse les 40 ans et constitue le record mondial de longévité de la même personne en onde de la même émission de radio à la même chaîne. Atteint de la maladie d'Alzheimer, Jacques Languirand a animé pour la dernière fois cette émission radiophonique le 1er février 2014. On compte[style à revoir] 208 épisodes d'un durée de 35 minutes.

## Histoire
Après avoir fait une dépression et avoir été concepteur de projets pour l'Expo 67, c'est le 13 septembre 1971 que Languirand revient à la radio avec sa nouvelle émission Par 4 chemins. Au départ, Radio-Canada lui donne un mandat de 3 mois seulement. Étant anxieux de ce qu'il l'attendait après, on lui aurait dit : « Tu peux toujours compter sur la force d'inertie de Radio-Canada! »[source insuffisante].
En août 2010, il anime toujours cette émission et lance une nouvelle saison.
Le 17 août 2011, Languirand est suspendu de Radio-Canada pour avoir insulté ses collègues lors du lancement de la nouvelle saison 2011-2012 de la radio publique. Il a demandé aux attachés de presse du réseau à l'avant de la salle de le regarder et a demandé l'attention du public pour les traiter toutes sortes de noms, semant alors un profond malaise. Le 2 septembre 2011, M. Languirand et Radio-Canada en arrivent à une entente et la 41e saison de Par 4 chemins prend l'antenne le 15 octobre.

## Contenu
Languirand aborde beaucoup de sujets, mais toujours dans le but d'apprendre et de réfléchir avec son auditoire. Il traite de philosophie, sociologie, sciences, spiritualité, entre autres[source secondaire souhaitée]. Il a aussi reçu beaucoup d'invités notables[source secondaire souhaitée], dont Hubert Reeves, Frédéric Back et Albert Jacquard.

## Formats
- 1971 - 19?? : du lundi au vendredi, de 20h00 à 22h00.
- vers +-1975 - 1977?: du lundi au vendredi, avant la joute de hockey du canadien autour de 19h00-20h00 (souvenirs à entrecouper avec archives de R-C)

- 1978-198?: du lundi au vendredi de 23h00 à minuit (souvenirs à entrecouper avec archives de R-C)
- 198?-199?: dimanche de 20h00 à minuit (souvenirs à entrecouper avec archives de R-C)
- 19?? - 2000 : du lundi au jeudi, de 22h00 à 23h00
- 2000 - 2001 : hebdomadaire, dimanche, de 20h00 à 23h00
- 2001 - 2008 : hebdomadaire, dimanche, de 20h05 à 00h00
- 2009 - 2014 : hebdomadaire, samedi, de 20h05 à 00h00